# Friedrich von Gemmingen-Maienfels

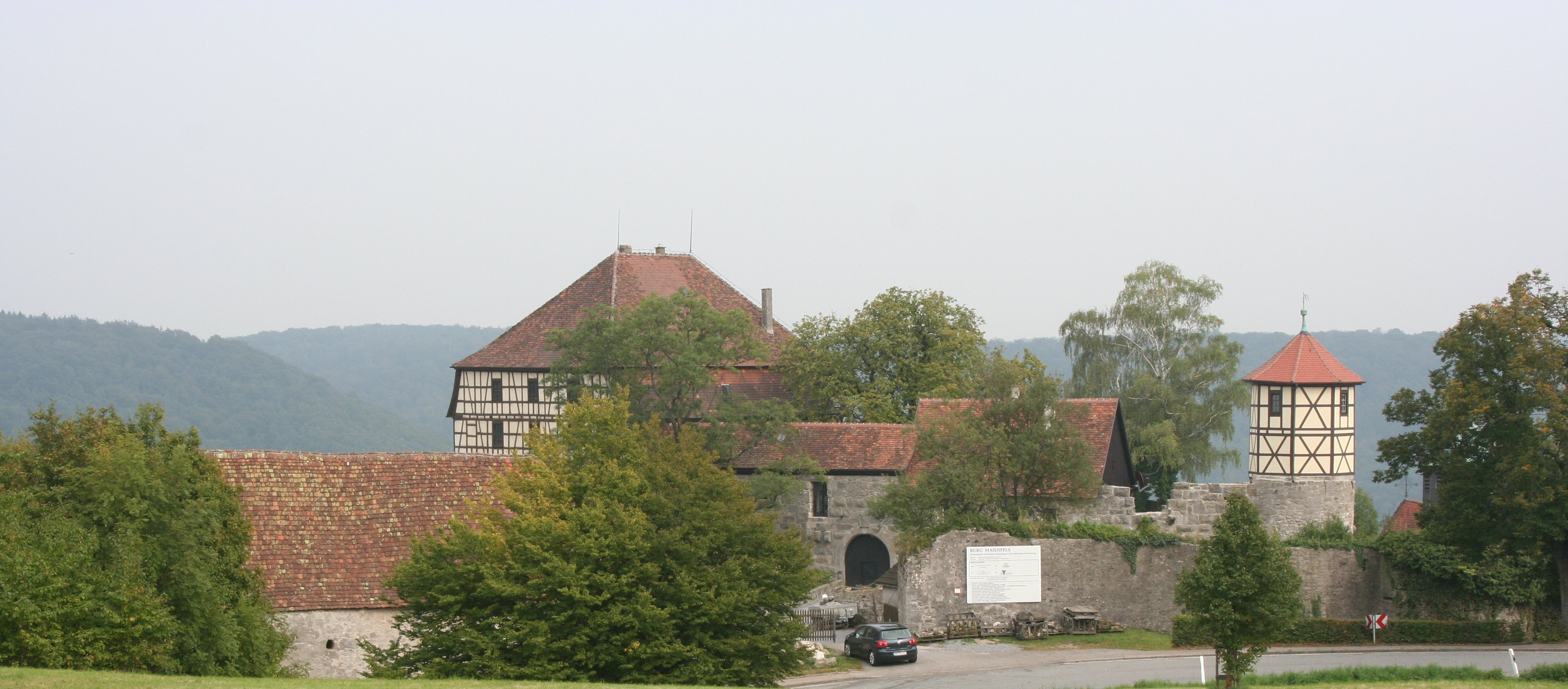
Burg Maienfels (2006)

Friedrich von Gemmingen (* 1668; † nach 1700) war Grundherr in Maienfels.

## Leben
Er war ein Sohn des Hans Conrad von Gemmingen (1624–1685) und der Anna Kunigunde Senft von Sulburg (1629–1676). Der Vater war nach dem kinderlosen Tod seines Bruders Philipp Christoph (1621–1660) in den Besitz von Maienfels gelangt, das Friedrich dann erbte. 

## Familie
Er gehört dem Zweig Maienfels-Widdern innerhalb des 1. Astes (Bürg) in der III. Linie (Neckarzimmern/Bürg) der Freiherren von Gemmingen an. Er war ab 1693 verheiratet mit Sophia Margaretha von Gemmingen, der Tochter des Achilles Christoph von Gemmingen aus dem Zweig Bürg-Presteneck innerhalb selben Astes der Familie.

## Nachkommen
- Auguste Sophie (* 1704) ⚭ Johann Ernst von Berga zu Zwerenberg
- Maria Magdalena (* 1711) ⚭ Karl Fredrich von Clossen, Franz Albrecht von Wöllwarth
- Wolf Christoph (1696–1736) ⚭ Charlotte Wilhelmine Greck von Kochendorf
- Karl Wilhelm (1701–1763) ⚭ Ernestine Friederike von Pretlack